# Andy Warhol
Andy Warhol (původním jménem Andrew Warhola, 6. srpna 1928 Pittsburgh – 22. února 1987 New York City) byl americký malíř, grafik, filmový tvůrce a vůdčí osobnost amerického hnutí pop-artu. Svou kariéru zahájil jako ilustrátor reklamních předmětů. Později se stal známý po celém světě jako malíř, režisér avantgardních filmů a manažer rockové skupiny The Velvet Underground. Byl ztvárněn v několika životopisných filmech a byly o něm natočeny dokumentární filmy. V roce 1991 bylo poblíž rodné vesnice jeho rodičů, ve městě Medzilaborce, otevřeno muzeum věnované jeho tvorbě. Další muzeum bylo otevřeno o tři roky později v rodném Pittsburghu.

## Biografie

### Dětství a raná kariéra

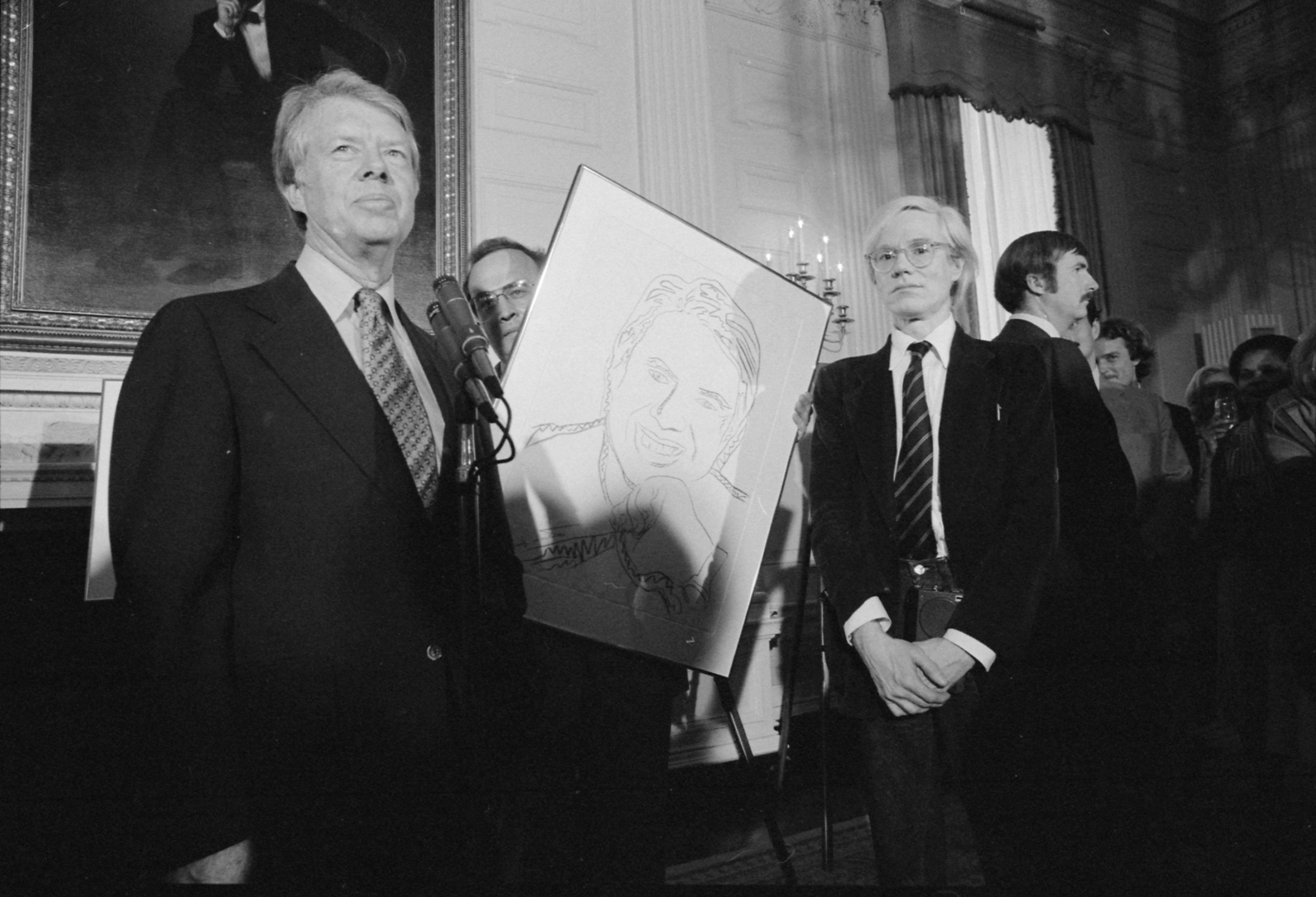
Jimmy Carter a Andy Warhol v roce 1977

Andrew Warhola se narodil v americkém Pittsburghu rusínským přistěhovalcům (Lemkům), kteří původem pocházeli z uherské vesničky Miková (dnes součást severovýchodního Slovenska; okres Stropkov). Přesné datum jeho narození není zcela jasné. V pramenech lze najít několik údajů, které odkazují na léta 1928–1931. Warhol koneckonců sám tvrdil, že jeho rodný list z roku 1930 je pouhý padělek. Nejčastěji se jako datum jeho narození uvádí právě 6. srpen 1928. Warholův otec, Andrej Varhola (1886–1942), pracoval v uhelných dolech a na stavbách v Pensylvánii. Matka  se jmenovala Julia Justina, rozená Zavacká (1892–1972). Andy měl ještě dva starší bratry, Johna (Jána) a Paula (Pavla). Všichni společně žili na pittsburské 55. ulici Beelen. Rodina byla řeckokatolického vyznání, Warhol sám se do konce života pravidelně účastnil bohoslužeb a považoval se za věřícího člověka, často se také účastnil charitativních aktivit církve. Své náboženství ale veřejně nekomentoval. Mnoho obrazů věnoval náboženským námětům a byl silně ovlivněn východním křesťanským uměním. Jako dítě se Andy třikrát nervově zhroutil; poprvé, když mu bylo osm, a poté ještě dvakrát během následujících dvou let.
Warholovy umělecké sklony se projevily již brzy. Andy studoval obor komerční designová tvorba na Carnegieho technologickém institutu (Carnegie Institute of Technology) v Pittsburghu, kde se setkal s takovými osobnostmi, jako byl například Philip Pearlstein, známý americký malíř expresivních aktů. Ukončením studia získal titul bakalář výtvarného umění (Bachelor of Fine Arts). Po absolutoriu se v roce 1949 přestěhoval do New Yorku a začal zde úspěšnou kariéru ilustrátora časopisů a designera reklamních materiálů.

### 60. léta

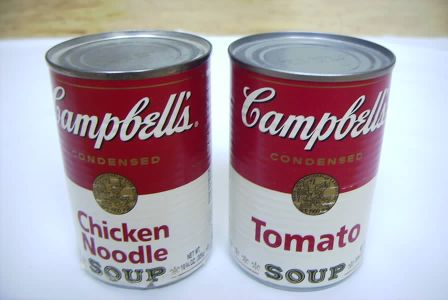
Polévky Campbell Soup Company

Během 60. let se Warhol vypracoval – z tvůrce inzerátů se stal jeden z nejproslulejších amerických umělců své doby. Se svými spolupracovníky Warhol definoval základní pojmy této dekády.
Začal malovat známé americké produkty, jako např. plechovky Campbellovy polévky od společnosti Campbell Soup Company. Také se věnoval tvorbě portrétů takových známých osobností, jakými byli například Marilyn Monroe, Elvis Presley, Muhammad Ali, Troy Donahue nebo Elizabeth Taylor.
V této době Warhol založil umělecké studio „The Factory“ („Továrna“), v němž se obklopil širokou škálou umělců, spisovatelů, hudebníků a undergroundových celebrit. V srpnu 1962 začal Warhol s masovou produkcí sítotisků. Snažil se tak vytvářet umění nejen z masových výrobků, ale i v masovém měřítku. Metoda pryžového razítka mu najednou začala připadat „příliš domácká“. Prohlásil: „Jsem neobyčejně pasivní. Beru věci tak, jak jsou. Pouze se dívám, pozoruji svět.“ Tím, že v průběhu tvůrčího procesu minimalizoval pohled na věc, rozpoutal uměleckou revoluci – jeho práce se staly velmi rychle nejenom kontroverzní, ale i populární.
Díla, která vznikla v této době, byla spojena především s americkou pop-kulturou. Warhol zobrazoval různým způsobem dolarové bankovky, celebrity, značkové produkty a obrázky z novinových útržků. Tyto předměty jsou na plátně na první pohled rozpoznatelné a často působí na masy. Tento fakt Warhola fascinoval ze všeho nejvíce, a proto je sjednocujícím prvkem veškeré jeho tvorby 60. let.

## Dílo

### Obrazy, grafiky
Andy Warhol namaloval 10 obrazů – sérii nazvanou Ohrožené druhy (Endangered Species). Warholův obraz Green Car Crash (Green Burning Car I) byl 16. května 2007 prodán v newyorské aukční síni Christie's za 71,1 milionu dolarů. V roce 2011 byl jeho obraz Flowers prodán za 1,3 milionu dolarů. V roce 2012 byl obraz Dvojitý Elvis v aukční síni Sotheby's prodán za 37 milionů dolarů. Obraz Elizabeth Taylorové byl vydražen za 6,8 miliónu liber. Jeho autoportrét z roku 1986 za 29 miliónů dolarů.

### Hudba
Andy Warhol byl úzce spjat s americkou rockovou skupinou The Velvet Underground. Té dělal od roku 1965 manažera a zároveň se stal i producentem jejich prvního alba The Velvet Underground & Nico (1967). Byl to právě on, kdo členům kapely navrhl, aby na jeho natáčení přizvali německou zpěvačku Nico. Album samotné se stalo známé i díky Warholově osobitém návrhu jeho obálky – na přední straně desky byl zobrazen výrazný žlutý banán s nápisem „Peel Slowly and See“ („Pomalu oloupejte a uvidíte“). Po stržení obrázku žlutého banánu se na jeho místě objevil oloupaný růžový banán. 16. prosince 2006 prodal sběratel Warrel Hill demo verzi tohoto debutového LP, kterou kdysi koupil na bleším trhu za pouhých 0,756 dolaru, za neuvěřitelných 25 200 dolarů. Po vydání první desky ale Warhol spolupráci s kapelou ukončil, a to na popud frontmana kapely Lou Reeda.
V roce 1990 natočili Lou Reed s Johnem Calem, rovněž bývalým členem Velvet Underground, album Songs for Drella, přičemž jednou z Warholových přezdívek byla právě Drella, vzniklá ze slov drákula (anglicky dracula) a popelka (anglicky cinderella). Na tomto albu se Reed Warholovi omlouvá a snaží se jednou pro vždy vyřešit jejich dřívější konflikty.
V 70. letech navrhl Warhol obal pro dvě desky kapely The Rolling Stones – Sticky Fingers (1971) a Love You Live (1977). V roce 1975 byl navíc požádán, aby vytvořil několik portrétů jednoho ze členů této kapely, Micka Jaggera. Je rovněž autorem obalů dvou alb Johna Calea, The Academy in Peril (1972) a Honi Soit (1981).
Andy Warhol se osobně znal s mnoha dalšími hudebníky – mezi jinými i s Bobem Dylanem a Johnem Lennonem. V roce 1986 navrhl obal Lennonovy posmrtně vydané desky Menlove Avenue. Také se objevil jako barman ve videoklipu „Hello Again“ hudební skupiny The Cars a ve videoklipu prvního singlu skupiny Curiosity Killed the Cat – „Misfit“. Oba tyto klipy byly spolu s mnoha dalšími vyrobeny Warhlovým oddělením Warhol's video production company.
Warhol dále silně ovlivnil punk-rockovou formaci Devo a Davida Bowieho, který po tomto excentrickém umělci pojmenoval na albu Hunky Dory skladbu „Andy Warhol“. Česká skupina XIII. století po něm pojmenovala skladbu „Andy Warhol“ na albu Vendetta z roku 2004.

### Knihy
V češtině vyšla tato jeho díla:
- WARHOL, Andy. A: Román (původním názvem: A, a novel (1968, ISBN 0-8021-3553-6)). 1. vyd. [s.l.]: Volvox Globator (nakladatelství), 2001. 468 s. ISBN 80-7207-428-8.
- WARHOL, Andy. Od A k B a zase zpět: Filosofie Andyho Warhika (původním názvem: The Philosophy of Andy Warhol; from A to B and back again (1975, ISBN 0-15-671720-4)). Překlad Jan Lamper. 1. vyd. Zlín: Archa, 1990. 206 s. ISBN 80-900249-0-4.
- HACKETT, Pat; WARHOL, Andy. Popismus: Šedesátá léta očima Andyho Warhola (původním názvem: Popism: The Warhol Sixties (1980, ISBN 0-15-672960-1)). Překlad Jiří Hanuš. 1. vyd. [s.l.]: Argo, 2016. 396 s. ISBN 978-80-257-1773-8.

## Sexualita
O Warholovi se tradovalo, že byl homosexuál a také velmi pravděpodobně panic. Jeho rodina ale tvrdí, že se tyto zvěsti nezakládají na pravdě a že Warhol jen držel celibát. Do jaké míry Warholova sexualita ovlivnila jeho práci, a tak utvářela jeho vztah se světem umění, však zůstává otázkou. Zajímavostí je, že tímto fenoménem se dnes zabývá většina výzkumu týkajícího se Warholovy osoby. On sám se tomuto tématu často věnoval při různých interview, debatách s přáteli a zmiňuje ho i ve svých publikacích (např. ve svých memoárech Popism: The Warhol Sixties). V průběhu své kariéry Warhol vytvořil erotické fotografie i kresby, na nichž byla nahá mužská těla. Také mnoho z jeho slavných děl (portréty Lizy Minneliové, Judy Garlandové a Elizabeth Taylorové společně s filmy jako Blow Job (Kuřba), My Hustler (Můj Prostitut) a Lonesome Cowboys (Osamělí kovbojové) čerpá z undergroundové kultury homosexuálů nebo otevřeně prozkoumává zákoutí lidské sexuality a sexuální touhy. Nejeden jeho film měl svou premiéru v kinech zaměřených výlučně na pornofilmy s homosexuální tematikou.
První práce, jež Warhol předložil galerii umění, byly odmítnuty s tím, že tematiku homosexuality zobrazují až příliš otevřeně. Ve svých memoárech navíc tento umělec vzpomíná na rozhovor s filmařem Emilem de Antoniem, kde zmiňuje, jak těžké pro něj bylo přesvědčit umělce Jaspera Johnsona a Roberta Rauschenberga (další slavné homosexuální umělce, kteří se ale ke své sexuální orientaci nehlásili), aby ho přijali mezi sebe. Antonio vysvětloval, že na jejich vkus „vystavoval Warhol svou homosexualitu až příliš na odiv a to jim nebylo vhod“. Na toto tvrzení Warhol reagoval slovy: „Na to jsem nemohl nic říct. Byla to totiž pravda. A tak jsem se rozhodl, že si z toho prostě nebudu nic dělat, protože jsem na svém chování stejně nechtěl nic měnit a krom toho jsem si říkal, že tohle patří k věcem, které bych ani neměl chtít měnit… Jiní lidé by možná byli schopni své názory změnit, ale já k nim nepatřím.“ A právě k tomuto období – konci 50. a začátku 60. let – se mnozí, kteří Warholův život zkoumali, staví jako ke klíčovému momentu vývoje jeho osobnosti. Někteří z nich naznačují, že jeho neochota odpovídat na dotazy ohledně jeho práce a jeho osoby samotné (reakce typu: „hmmm, ne“ a „hmmm, ano“) – a dokonce i vývoj jeho pop-artového stylu – mohou být následkem zážitků z doby, kdy ho newyorské umělecké kruhy vyloučily ze svých řad.

## Odkaz
V roce 2005 po něm byl pojmenován most na řece Allegheny v Pittsburghu.
Warhol byl jinými herci ztvárněn v několika filmech:
- The Doors (1991) – Warhola hrál Crispin Glover
- Střelila jsem Andyho Warhola (1996) – Warhola hrál Jared Harris
- Basquiat (1996) – Warhola hrál David Bowie
- Warholka (2007) – Warhola hrál Guy Pearce
- Strážci – Watchmen (2009) – Warhola hrál Greg Travis
- Muži v černém 3 (2012) – Warhola hrál Bill Hader
- American Horror Story (2017) – Warhola hrál Evan Peters